# Izzat Ibrahim al-Douri
Izzat Ibrahim al-Douri (Ad-Dawr, 1º luglio 1942 – Iraq, 25 ottobre 2020) è stato un militare, guerrigliero e politico iracheno, il più fidato collaboratore del Ra'is dell'Iraq Saddam Hussein fino al 2003.
Era considerato infatti il numero due per importanza nel regime ba'athista iracheno dopo il dittatore. In seguito alla caduta del regime ha guidato una sua fazione nell'insurrezione in Iraq.

## Biografia
Al-Douri ha servito come vicepresidente del Consiglio del Comando della Rivoluzione iracheno fino all'invasione statunitense dell'Iraq nel 2003 ed è stato considerato come il più stretto collaboratore e vice di Saddam Hussein. Dall'invasione del 2003 guida le forze insurrezionali ba'athiste dell'Esercito Naqshbandi.
Al-Douri è stato il più alto ufficiale in grado ba'athista a evitare l'arresto da parte delle forze d'occupazione statunitensi: ed era infatti il re dei fiori nelle "Carte da gioco Most-wanted iraqi".
Continuò a guidare gli elementi principali dell'insurrezione, come l'Esercito Naqshbandi, contro le forze d'occupazione e l'attuale regime di Baghdad. In seguito all'esecuzione di Saddam Hussein, al-Douri fu confermato come nuovo leader del Partito Ba'th iracheno fuorilegge.
Al-Douri è stato dato per ucciso in azione insieme alle sue guardie del corpo, il 17 aprile 2015, in una grande operazione militare guidata dalle milizie sciite e dalle forze irachene vicino ai campi petroliferi di Hemreen, a est di Tikrit.  La milizia sciita di Asa'ib Ahl al-Haq ha affermato di averlo ucciso e di aver trasportato il corpo a Baghdad per confermare la sua identità. Il Partito Ba'th ha negato questa informazione e infatti al-Douri apparve poi in alcuni filmati, parlando di fatti avvenuti in seguito alla sua presunta morte.
Il 26 ottobre 2020 la figlia di Saddam Hussein Raghad e lo stesso Partito Ba'th hanno dato l'annuncio della sua morte.